# Петрови двори
Петрови двори су етно комплекс у којем је представљена окућница Карађорђевог оца Петра. Налази се у Карађорђевом родном месту Вишевцу, на територији општине Рача, поред спомен чесме коју је подигао народ Среза лепеничког и Шумадије.
Окућница са дрвеним грађевинама с почетка 19. века, саграђена је 2004. године дислоцирањем аутентичних објеката народног градитељства са ових простора. Обновљена је према сачуваним сведочењима савременика Првог српског устанка. „Петрове дворе” сачињава велика кућа брвнара, вајат, клет, млекар, качара и пчелињак са вршкарама крај извора.
У исто време, поводом обележавања двеста година од почетка Првог српског устанка, подигнут је и споменик вожду Карађорђу.